# Catedral de la Asunción (Omsk)

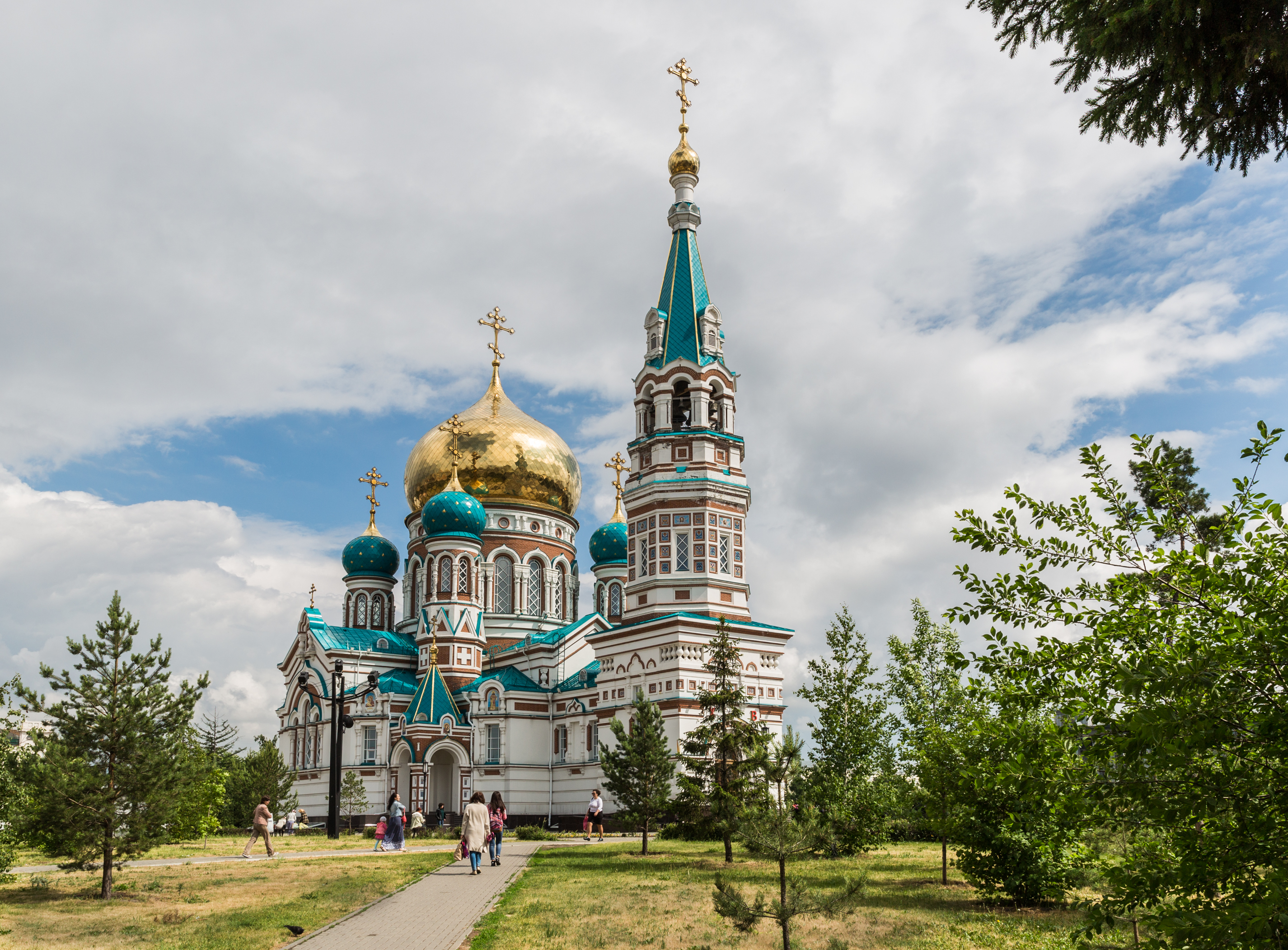
Catedral de Asunción

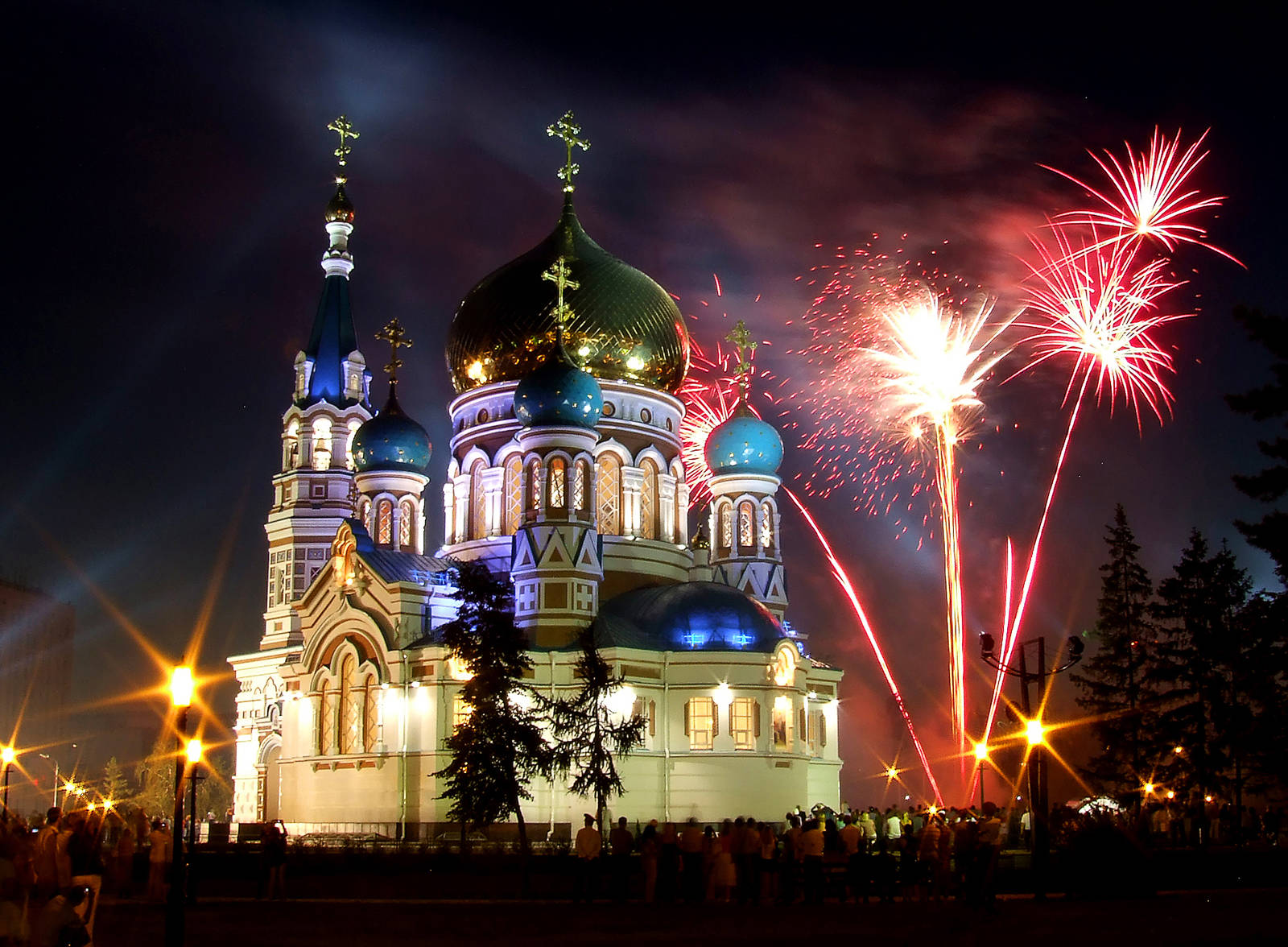
La catedral por la noche

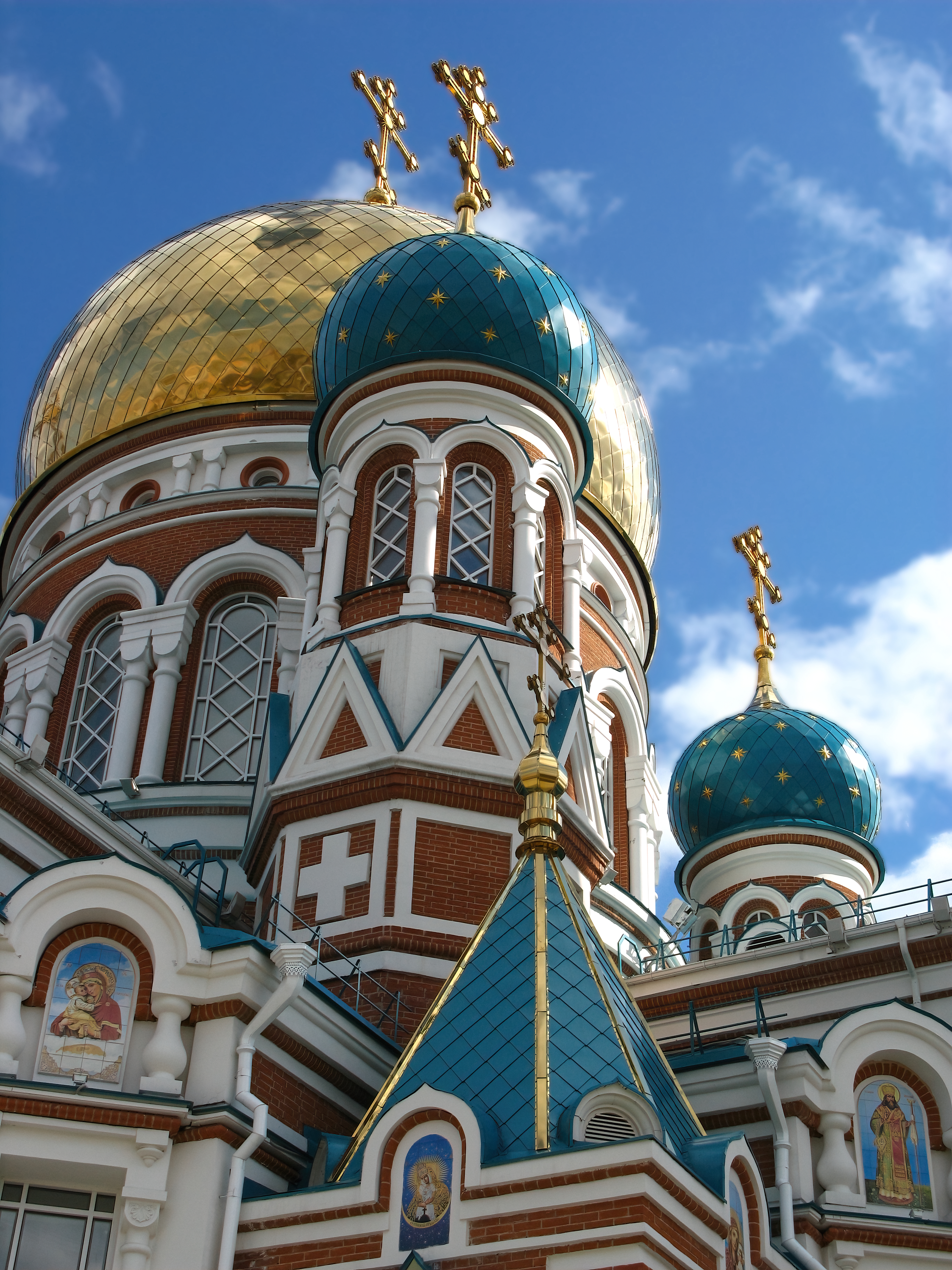
Detalle de las cúpulas.

La catedral de la Asunción se encuentra en el centro de Omsk, en la plaza de la Catedral. Es uno de los principales atractivos de la ciudad. La catedral fue construida en los años 1891-1898 según el proyecto del arquitecto Ernest Würrich, que utilizó la forma y los detalles de la arquitectura de la iglesia típica del siglo XVII.
De modelo fue tomado el proyecto del año 1894 de la Iglesia del Salvador sobre la sangre derramada (o Iglesia de la Resurrección de Cristo) que está en San Petersburgo. No obstante, el templo de Omsk no llegó a ser una copia,  sino la reflexión arquitectónica a base de la famosa obra.
La construcción se inició el 16 de julio de 1891. La primera piedra de la catedral fue colocada por el zarévich Nikolai Aleksandrovich, el futuro emperador ruso Nicolás II.
Durante la guerra civil rusa fue la principal catedral de la Rusia blanca. El 3 de abril de 1919, el arzobispo Silvestre encabeza la procesión desde la catedral de la Asunción hasta la casa del «Gobernante Supremo de Rusia» Aleksandr Kolchak. Después de que las autoridades soviéticas retomaran el poder, Silvestre fue asesinado. En 1935, por la propuesta del jefe de la NKVD Salyn fue tomada la decisión de demoler el edificio En ese mismo año, el templo fue destruido.
El 11 de julio de 2005 el gobierno de la región de Omsk toma la decisión de recrear la Catedral de la Asunción como un monumento a la historia y la cultura de Omsk.
La nueva Catedral de la Asunción fue solemnemente consagrada el 15 de julio de 2007. En la celebración de eventos relacionados con la apertura de la catedral asistieron los solistas del Teatro Bolshói, el director de cine Nikita Mijalkov y otros artistas. Después de un concierto, en el que participaron más de 800 artistas de toda Rusia, hubo un gran espectáculo de fuegos artificiales.
El 25 de febrero de 2009 fue instalada en la catedral un arca con las reliquias del mártir Silvestre. Las reliquias están disponibles para el culto.
La Catedral de la Asunción está comprendida en la lista de las atracciones turísticas más importantes de Rusia, y se encuentra incluida en el catálogo de la cultura religiosa mundial. Se considera una joya de la arquitectura rusa.